# Williamsbau

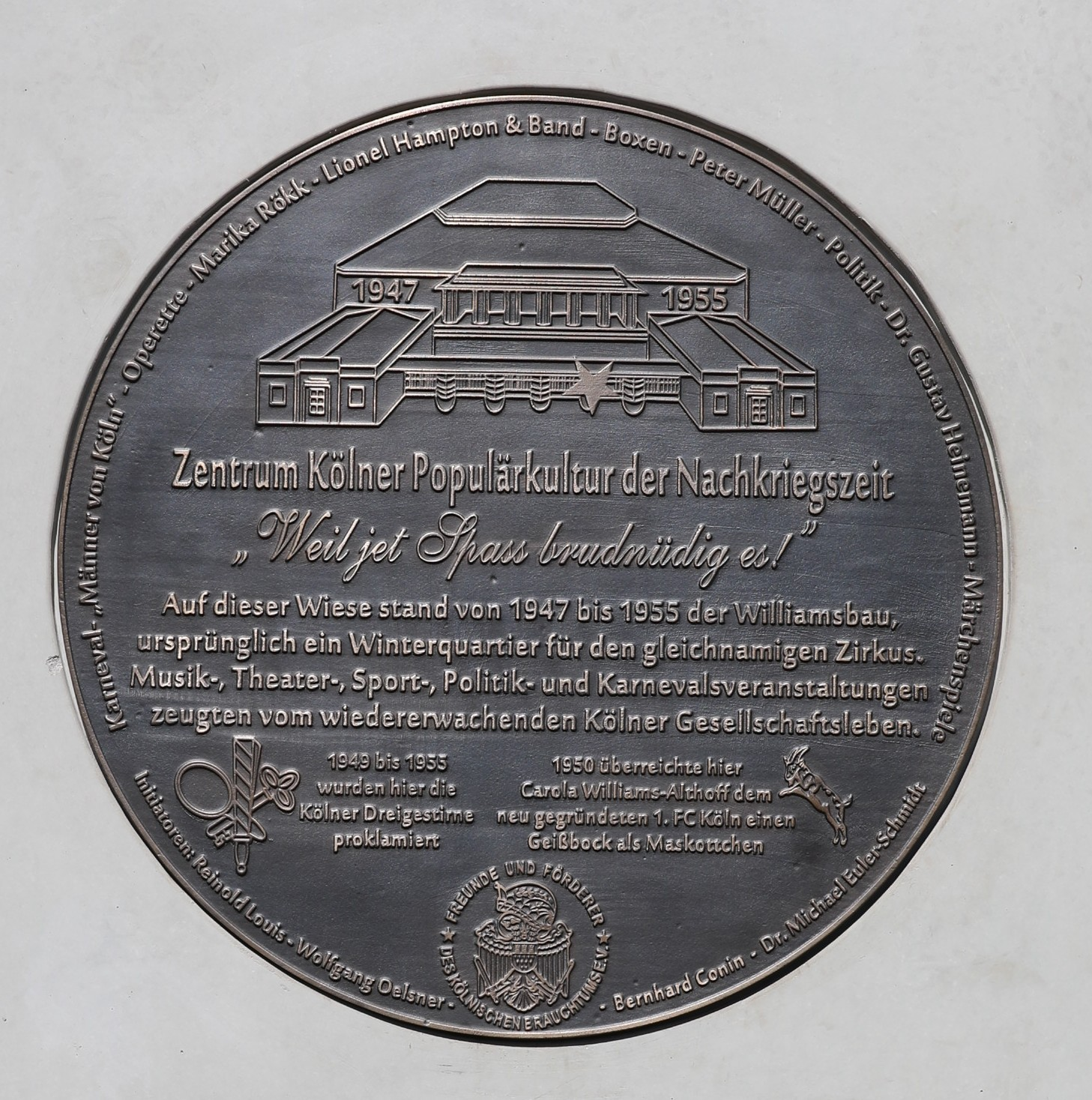
Bronzeplakette auf der Stele zur Erinnerung an den ehemaligen Standort des Williamsbaus in Köln im jetzigen Carola-Williams-Park

Der Williamsbau war ein vom Circus Williams in der Nachkriegszeit errichteter Mehrzweckbau auf der Aachener Straße in Köln in der ungefähren Höhe der Nr. 120, gegenüber des Aachener Weihers.

## Gebäude
Alle großen Veranstaltungshallen fielen in Köln den Kriegszerstörungen zum Opfer. Nach Baubeginn im Jahre 1946 wurde das erste Kölner Veranstaltungsgebäude nach den Plänen des Architekten Wilhelm Koep im Juli 1947 als halbfester Winterbau des Circus Williams eingeweiht. Es stand am Rand der westlichen Kölner Innenstadt in Höhe des Aachener Weihers (etwa Nr. 120) auf der Nordseite der Aachener Straße und diente bis 1955 auch als Mehrzweckhalle. Ein namensgleiches Winterzelt errichtete der Zirkus in Düsseldorf an der Erkrather Straße. Mit einem Fassungsvermögen von 2.500 Zuschauern war der Kölner Williamsbau der größte Saal der Stadt in der Nachkriegszeit. Mit dem Wiederaufbau der großen Veranstaltungssäle in der Kölner Innenstadt wurde das Provisorium überflüssig und der Bau 1956 abgerissen.
Am 6. Mai 2018 wurde die Umgebung des ehemaligen Standortes des Williamsbaus in Köln Carola-Williams-Park benannt und eine Stele zur Erinnerung in Anwesenheit von Mitgliedern der Familie Williams enthüllt.

## Nutzung
Zwischen 1947 und 1955 diente das ursprünglich als Winterquartier des Circus Willams genutzte Gebäude als Mehrzweckhalle für Karnevalssitzungen, Operetten, Jazzkonzerte, Märchenspiele, Sport- und Politikveranstaltungen. Am 8. Oktober 1949 boxte der Kölner Lokalmatador Peter Müller gegen den Rumänen Jo Neff. Am 29. November 1952 gab Louis Armstrong ein frenetisch beklatschtes Konzert und Konrad Adenauer sprach hier am 29. Juni 1953 vor dem CDU-Mittelstandsblock. Mit seinen Veranstaltungen wurde der Williamsbau das Zentrum der wiedererwachenden Populärkultur im Köln der Nachkriegszeit. In der Nachkriegszeit wurden hier auch die Heimatrevuen des zerstörten Lokals Groß-Köln wieder zur Karnevalszeit aufgeführt. Hier traten u. a. die Tänzerin Marika Rökk, der Musiker Lionel Hampton mit Band oder die Sängerin Grete Fluss auf. Die Proklamation der Kölner Dreigestirne fand ebenfalls in dem Saal statt. Als Alfred Neven DuMont hier am 9. Februar 1955 zum Prinz Karneval gekürt wurde, feierten die Mainzer Hofsänger mit dem Karnevalslied So ein Tag, so wunderschön wie heute ihren größten Erfolg, der bis August 1959 über 300.000 Exemplare verkaufte. In dieser Veranstaltung trat auch Ludwig Sebus auf.

## Trivia
Am 13. Februar 1950 überreichte die Zirkusdirektorin Carola Williams während einer Karnevalssitzung im Williamsbau der Mannschaft des Fußballvereins 1. FC Köln einen jungen Geißbock als Karnevalsscherz. Der Legende nach war das Tier im Rampenlicht so aufgeregt, dass es den Spieler Hennes Weisweiler anpinkelte. Auf diese Weise wurde der nunmehr „Hennes“ genannte Geißbock zum Maskottchen des Vereins.